# Xã Bejou, Quận Mahnomen, Minnesota
Xã Bejou (tiếng Anh: Bejou Township) là một xã thuộc quận Mahnomen, tiểu bang Minnesota, Hoa Kỳ. Năm 2010, dân số của xã này là 79 người.